# Salto Roraima
Salto Roraima o Cascadas de Roraima es el nombre que recibe una serie de cascadas ubicadas en la parte venezolana del Tepuy Roraima, se trata de 4 saltos escalonados cuya altura total alcanza los 610 metros, pero cuyo salto más alto posee 305 metros. Hace parte administrativamente del Municipio Gran Sabana del Estado Bolívar.
A 7,88 kilómetros se encuentra el Salto Cuquenam. Se trata de un espacio protegido como Parte del Parque nacional Canaima.